# Bitva u Lomnice
Bitva u Lomnice byla bitvou třicetileté války. Střetla se v ní 9. listopadu 1618 česká armáda a habsburská armáda.

## Pozadí
Ke konci vlády římského krále Matyáše propukly v Českých zemích plně rozpory mezi protestanty a katolíky, což vyvrcholilo 23. května 1618 Pražskou defenestrací, čímž začala třicetiletá válka. Poté si České stavy zvolily za krále kurfiřta Fridricha Falckého místo Ferdinanda Štýrského. Ferdinand se rozhodl, že stavovské povstání potlačí silou za pomoci Katolické ligy. Situaci katolíkům zlehčilo to, že moravské stavy povolily císařské armádě přechod přes jejich území, a ti pak s armádou, jež čítala více než 10 000 mužů, vpadli do Čech přes Znojmo a Jihlavu, ale v bitvě u Čáslavi utrpěli porážku a později se od ní stáhli. Poté byla jejich armáda oslabována nemocemi a drobnými střety. Císařští prchali od Jindřichova Hradce, ale překážkou byla rozvodněná řeka Lužnice, do brodů se s těžkými děly a municí neodvážili, proto namířili k jedinému mostu v Dráchově. Potom po levém břehu Lužnice prchali k jihu. 9. listopadu se nakonec střetli s českou armádou u Lomnice nad Lužnicí. Na návrší mezi obcemi Dunajovice a Horní Slověnice, v prostoru mezi dnešní silnicí III. třídy (spojující obce Dunajovice a Horní Slověnice) a II. třídy (spojující město Lomnice nad Lužnicí a obec Horní Slověnice).

## Bitva
Císařský generál Buquoy prchal s císařským vojskem kolem severního břehu rybníka Koclířova. Ráno byl dostižen českým stavovským vojskem. Zaujal postavení na hrázi rybníka Dvořiště. Ta byla kolem odpoledne nakonec dobyta. Ustupoval dále na cestu, přes brod Miletínského potoka, do Lišova právě přes ono návrší u Dunajovic kde došlo k hlavnímu střetu, při němž se obě armády hlavně ostřelovaly.
Bitva skončila s příchodem tmy, kdy se Buquoy odpoutal od české armády a ustoupil do Budějovic. Navíc ho Thurn nepronásledoval, neboť to považoval za riskantní a další den se uchýlil do Lišova.

## Následky
Odhadovalo se, že v bitvě u Lomnice zahynulo na 1800 vojáků, císařských asi 1500 a stavovských asi 200 (české ztráty byly možná zmenšeny), z nichž značnou část měli na svědomí lidé z okolních vesnic, kteří ráno raněné vojáky, bez ohledu na národnost, jednoduše olupovali a dobíjeli. Procházející vojska nemilosrdně vesnice rabovala a pálila. Kdo neutekl do lesů a bažin, jen těžko vyvázl živý. Proto ani vesničané se zajatými raněnými vojáky nejednali lépe. „Vítězství“ v bitvě sice zatím zabránilo okupaci Prahy, ale nebylo využito, a tak císařští dostali možnost zůstat v Čechách, což způsobilo stavům značné problémy.